# Meunasah Tunong (Pante Bidari)
Meunasah Tunong is een bestuurslaag in het regentschap Aceh Timur van de provincie Atjeh, Indonesië. Meunasah Tunong telt 812 inwoners (volkstelling 2010).